# استیون لی
استیون لی (انگلیسی: Stephen Lee؛ ۱۱ نوامبر ۱۹۵۵ – ۱۴ اوت ۲۰۱۴) یک هنرپیشه اهل ایالات متحده آمریکا بود.

## گزیده فیلمشناسی
از فیلم‌ها یا برنامه‌های تلویزیونی که وی در آن نقش داشته‌است می‌توان به آثار زیر اشاره کرد.
- بازی‌های جنگی (۱۹۸۳)
- قلب‌های ارغوانی (۱۹۸۴)
- پلیس آهنی ۲ (۱۹۹۰)
- مغاک و آونگ (فیلم ۱۹۹۱) (۱۹۹۱)
- چه کسی را باید بکشم؟ (۱۹۹۴)
- مذاکره‌کننده (فیلم) (۱۹۹۸)
- بال غربی (مجموعه تلویزیونی) (۲۰۰۴)
- ان‌سی‌آی‌اس (۲۰۰۷)
- برلسک (فیلم ۲۰۱۰) (۲۰۱۰)